# Сантамарина
«Сантамарина» (исп. Club y Biblioteca Ramón Santamarina) — аргентинский футбольный клуб из города Тандиль, на данный момент выступает в Примере B Насьональ, втором по силе дивизионе Аргентины.

## История
Клуб основан 20 декабря 1913 года, под именем «Club Atlético Independencia», Через месяц после значительного пожертвования клубу от семьи Сантамарина, он изменил свое имя на нынешнее.
Из-за банкротства клуба в 1998 году, команда сменила название на «Unión Obrera Metalúrgica», а затем на «Club Social y Deportivo Santamarina». И лишь в 2010 году клубу удалось поправить своё финансовое положение и вернуть историческое имя, которое он носит по сей день.
Лучшим результатом клуба было единственное участие в Высшем дивизионе Аргентины в сезоне 1985. После победы в Торнео Архентино А в 2014 году клуб выступает в Примере B Насьональ, втором по силе дивизионе Аргентины.
Домашние матчи «Сантамарина» проводит на стадионе «Мунисипаль Хенераль Сан-Мартин», вмещающем 8 762 зрителей.

## Титулы
- Чемпион Торнео Аргентина А (3-й Дивизион) (1): 2013/14
- Чемпион Торнео Аргентина В (4-й Дивизион) (1): 2005/06